# 1992年国家领导人列表

## 亚洲

### 中华人民共和国
- 中华人民共和国主席：杨尚昆
- 中华人民共和国国务院总理：李鹏

### 马来西亚
- 马来西亚首相：马哈迪·莫哈末
- 马来西亚副首相：嘉化·峇峇